# ジャン＝フランソワ・リシェ
ジャン＝フランソワ・リシェ（Jean-François Richet, 1966年7月2日 - ）は、フランスの映画監督。

## 経歴
1966年7月2日、パリに生まれる。
2005年、イーサン・ホークを主演に迎えて、『ジョン・カーペンターの要塞警察』（1976年）のリメイク作品『アサルト13 要塞警察』を監督する。2008年、ヴァンサン・カッセル主演の『ジャック・メスリーヌ フランスで社会の敵No.1と呼ばれた男』を監督し、2009年の第34回セザール賞において最優秀監督賞を受賞する。2016年、メル・ギブソン主演の『ブラッド・ファーザー』を監督した。

## 作品
| 年   | 題名                                                                                                  | 備考             |
| ---- | --- | ---------------- |
| 1995 | État des lieux                                                                                        | 監督・脚本・編集 |
| 1997 | 俺のシテがやられる Check 6-T                                                                          | 監督・脚本・編集 |
| 2001 | De l'amour                                                                                            | 監督・脚本・編集 |
| 2005 | アサルト13 要塞警察 Assault on Precinct 13                                                            | 監督             |
| 2008 | ジャック・メスリーヌ フランスで社会の敵No.1と呼ばれた男 Part1 ノワール編 Mesrine L'Instinct de mort   | 監督・脚本       |
| 2008 | ジャック・メスリーヌ フランスで社会の敵No.1と呼ばれた男 Part2 ルージュ編 Mesrine L'Ennemi public No 1 | 監督・脚本       |
| 2015 | 避暑地で魔が差して One Wild Moment                                                                    | 監督・脚本       |
| 2017 | ブラッド・ファーザー Blood Father                                                                     | 監督             |
| 2018 | The Emperor of Paris                                                                                  | 監督・脚本       |
| 2023 | ロスト・フライト Plane                                                                                | 監督             |
| 2026 | Mutiny                                                                                                | 監督             |